# معركة تلمسان (1517)
معركة تلمسان أو فتح تلمسان هي معركة وقعت سنة 1517 م بين الدولة العثمانية ممثلة بالأخوين عروج وخير الدين بربروس حكام مدينة الجزائر و إقليمها و الدولة الزيانية بالمغرب الأوسط، بسهل أغبال قرب تلمسان (حاليا ببلدية تامزوغة ولاية عين تموشنت غرب الجزائر). أسفرت هذه المعركة عن فتح تلمسان و سقوطها بيد العثمانيين و عزل السلطان الزياني أبي حمو الثالث عن الحكم و إعادة أبي زيان الثالث إلى عرشه من قبل العثمانيين ثم قتل هذا الأخير بعد ذلك و إنهاء الحكم الزياني مؤقتا.

## أوضاع المنطقة قبيل المعركة
ظهر الأخوان بربروس ببلاد المغرب بداية العقد الثاني من القرن السادس عشر و دخلا مدينة تونس سنة 1513 و استقرّا بجزيرة قبالة ميناء حلق الوادي بعد اتفاق مع السلطان المتوكل الحفصي. انتقلا بعدها إلى جيجل سنة 1515 و استقرا بها لمهاجمة الإسبان في بجاية، ثم دخلا مدينة الجزائر سنة 1516 بدعوة من أهلها و أعيانها. بعد فتح السلطان العثماني سليم الأول لمصر في فبراير 1517 م أرسل إليه عروج بالهدايا الثمينة كتبريك بهذا الفتح و عرض عليه مراسم الطاعة و البيعة و وردّ عليه سليم الأول بقبول ذلك.

## المعركة و نتائجها
راسل أعيان مدينة تلمسان و علماءها عروج بربروس بعد فتحه لمدينة تنس و طلبوا منه خلع السلطان أبي حمو الثالث المتعاون مع الإسبان بوهران والمستولي على عرش ابن أخيه أبي زيان و و إرجاع هذا الأخير لعرشه.
استخلف عروج أخاه خير الدين على مدينة الجزائر و انطلق مسرعا إلى تلمسان عبر طريق داخلي لتجنب الإسبان بناحية وهران. وصل جيش الجزائر إلى قلعة بني راشد، و كانت معقل أحد حلفاء الأتراك و أنصار السلطان أبي زيان و هو أحمد بن يوسف الملياني. ترك عروج بالقلعة حامية تركية من 600 فارس تحت قيادة أخيه إسحاق بربروس و واصل السير إلى تلمسان فلقيه أبو حمو بسهل أغبال بجيش من 3000 راجل و 6000 فارس. لم يكن جيش أبي حمو يتمتع بالقوة المعنوية الكافية للاستبسال في القتال فانتصر عليه عروج و طارده إلى تلمسان. فرّ أبو حمو راجعا إلى تلمسان فرفض أهلها فتح أبوابها له فجمع مناصريه و فرّ إلى فاس بالمغرب الأقصى، ثم لجأ عن طريق البحر إلى الحاكم الإسباني بوهران.

رحب أهل تلمسان بعروج و استقبلوه استقبال المنقذين و قبل فتح أبواب المدينة له، أخذوا عليه عهدا بعدم هدم المدينة و نهبها و إلحاق الضرر بها، فأقسم عروج على القرآن بأنه لن يلحق الضرر بهم و أنه سيبقي الحكم في أسرة بني زيان. دخل عروج تلمسان منتصرا و أعاد السلطان أبو زيان إلى عرشه و قفل راجعا إلى الجزائر أساء الجنود الأتراك التصرف في المدينة و أغلظوا في معاملة أهلها مما أدى بهم إلى الندم على استنجادهم بعروج و جيشه.

لم يكن أبو زيان راضيا عما آلت إليه الأوضاع في عاصمة ملكه تلمسان، فبادر بعد مدة قصيرة إلى التخلص من نفوذ عروج و إبعاد الأتراك عن المدينة. مما أدى بعروج إلى العودة إلى تلمسان و إعدام أبي زيان شنقا على واجهة قصر المشور مع سبعين أميرا من بني زيان و نخبة من أهل تلمسان. و في مصادر أخرى أن عروج قام بشنق أبي زيان مع سبعة من أبناءه، مع قتل 60 شخصا من أتباع بني زيان الأوفياء و إغراق أفراد الأسرة الملكية و أكثر من 1000 شخص من أعيان تلمسان بالصهريج الكبير للمدينة. ثم أعلن عروج بربروس نفسه حاكما على البلاد و أرسل مفارز عسكرية إلى وجدة و باقي المناطق المجاورة لتلمسان لأخذ الطاعة منها.كما قام بفرض ضرائب كبيرة من الحبوب على بني عامر و بني يزناسن تحسبا لأي هجوم أو حصار إسباني. أدت هذه المعركة إلى معركة تلمسان الثانية سنة 1518.